# Niels Reumert
Niels Reumert (født 8. november 1949 i Hellerup) er en dansk maler og grafiker, uddannet på Kunstakademiet 1969-74. 
Han debuterede 1971 med kunstnersammenslutningen Violet Sol. Maleriernes udtryk er ekspressivt, med tydelige penselstrøg, og har ofte masken som motiv, hvilket især peger tilbage til Egill Jacobsens arbejder. Farverne er rene og anvendes ofte stærkt kontrasterende. 
I 2011 udstillede Randers Kunstmuseum udstillingen "Niels Reumert – med farven i blodet", som dækkede Reumerts udvikling over de sidste 40 år. Udstillingen indeholdt monumentale billedformater, værker på papir, skitsebøger, litografier, raderinger, bemalede postkort, keramiske krukker og fade dekoreret af kunstneren. I udstillingen indgik også et udvalg af etnografika, som har spillet en inspirerende rolle for kunstneren.

## Studier
- Realeksamen (Stenhus Kostskole)
- Erling Frederiksens Tegneskole på Glyptoteket Kbh. 1968-69
- Det Kgl. Danske Kunstakademi 1969-74 (bl.a. hos Egill Jacobsen, Ejler Bille, Wilhelm Freddie og Mogens Andersen)
- Accademia di Belle Arti, Kunstakademiet i Venedig 1971-72
- Studieophold i

- - New York
  - ltalien
  - Frankrig
  - lndien
  - Sri Lanka
  - Nepal
  - Tyskland
  - Grækenland
  - Skandinavien
  - Mexico

## Øvrige aktiviteter
- Medlem af Malersammenslutningen Violet Sol 1971-88;
- Medlem af styrelsen for Nordisk Konstcentrum, Sveaborg, Helsingfors og af Kunstnersamfundet.
- P.t.[hvornår?] vicepræsident hos Det Kongelige Danske Kunstakademi
- Medlem af Koloristerne fra 1999

## Separatudstillinger
- Galerie Reumert, London 2010
- Reumert vs Elmer, Galleri Christoffer Egelund, København 2007
- Galerie Trap 2002 København
- Galerie Profilen 2001 Århus
- Galerie 2000 Egelund
- Byggeriets Hus, Frederiksberg
- Kulturdirektorat 1999 Weimer
- Galerie Torso 1999 Odense
- Galerie Trap 1999 København
- Galerie Torso 1999 Odense
- Galerie Birch 1998. Kulturdirektion, Weimar, Tyskland.
- Galleriet, lkast 1993, 1996 og 1998
- Orbis Pictus, Berlin 1993
- Galerie Françoise Knabe, Frankfurt 1993
- Skellefteå Konsthall, Sverige 1991
- Galleriet, lkast 1991 og 1993
- Centre Deux Galerie, Hamburg 1989
- Kunstmuseet Trapholt 1989
- Galerie Bork, Kbh 1988, 1989, 1990, 1993, 1995 og 1997
- Holst Halvorsens Kunsthandel, Oslo 1987
- Galerie Scanart, Vestberlin 1985
- Universität, Siegen, Vesttyskland 1985
- Yvonne Seguy, New York 1984
- Susanne Ottesen, Kbh 1983 og 1984
- Galleri K, Oslo 1981
- Gallery Sudargata, Reykjavik 1979
- Gallopperiet, Christiania 1977
- Kunstforeningen, Kbh 1974 og 1979

## Gruppeudstillinger
- Altes Museum, Østberlin 1975
- Festival lnternational de la Peinture, Cagne sur Mer, Frankrig 1982
- lnternational Exhibition of Prints, Kanagavva, Japan 1983
- Salon de Mai, Paris 1983
- Yvonne Seguy, New York 1983
- Condesco & Lowler, New York 1984
- Kulturhuset, Stockholm 1984
- 4th Biennal of European Graphic Art, Baden Baden 1985
- Valdemars Udde, Stockholm 1985
- Boibrino, Stockholm 1986
- Biennale Européenne de la Gravure, Mulhouse l986
- Biennal of Graphic Art, Ljubljana 1987
- Glaskunst, Galleri Brandt 1988
- Graphic Art, Ljubljana, Jugoslavien 1989
- Iannetti Lanzone Gallery, San Francisco 1989
- Le Gabut, La Rochelle, Frankrig 1989
- Galerie Françoise Knabe, Frankfurt 1990 og 1992
- City Museum, Kyoto, Japan 1990 og 1991
- Art Frankfurt 1990-93
- Linie Art, Gent, Belgien 1990 og l991
- European Large Format Printmaking, Dublin (Sølvmed.) 1991
- Dansk Centralbibliotek for Sydslesvig, Flensborg 1992
- Galleriet, lkast 1992
- Edition Saga, Paris 1992
- Gallerie Janhorst & Praus, Berlin 1993
- Galerie Langenberg, Amsterdam 1993
- Galerie Torso 1994
- Galeriet, lkast 1995
- Munkeruphus 1996 Dronning Mølle
- Galerie Birch 1997-1999
- Koloristerne 1998-2002, København
- Art 2000 Paris
- Art 2001 Paris
- Art 2001 Miami, USA
- Art 2002 Miami, USA
- Art 2002 Paris
- Neven Kunsthauses 2002 Ahrenshoop, Germany

## Udsmykninger bl.a.
- Capernow, Kbh. (Neon)
- Energinet.dk, Fredericia (Oliemaleri og neon)
- Foreningen af Yngre Læger
- Sportshallen i Kokkedal
- Skejby Sygehus
- Københavns Domhus
- Socialcentret, Nørrebro
- Universitetsbiblioteket, Kbh
- Handelshøjskolen, Àrhus
- August Krogh lnstituttet
- Dronningens Feriecenter, Ebeltoft

## Repræsenteret
- Statens Museum for Kunst
- Nordjyllands Kunstmuseum
- Den Kgl. Kobberstiksamling
- Kunstmuseet Trapholt
- Vejle Kunstmuseum
- Vestsjællands Kunstmuseum
- Kunstmuseet Køge Skitsesamling
- Henie-Onstad Kunstsenter, Oslo
- Oslo Bys Kunstsamling
- Kunstmuseet pâ Malmöhus
- Öster Götlands Läns Landsting
- Kongresbiblioteket, Washington D.C.
- Ruth and Marvin Sackner Archive of Concrete & Visual Poetry, Miami Beach
- Hafnarborg, Island
- Kunsthalle Emden
- Sammlung H Nannen, Tyskland
- Deutsche Bibliotek, Frankfurt am Main
- Museum für Buch und Schriftkunst, Leipzig
- Schiller-Nationalmuseum u. Literaturarchiv, Marbach
- Bayrische Staatsbibliotek, München
- Anhaltische Landesbücherei, Dessau
- Universitätsbibliotek, Halle. Solgt til: Augustinus Fonden
- Statens Kunstfond
- Ny Carlsbergfondet

## Bøger
Har skrevet: Palen 2 (1978)
Originalgrafik til:
- Rolf Gjedsted: En Mur af Fisk (1981);
- Rolf Gjedsted: Rejsen til Amerika (1984);
- Stig Dalager og Peter Nielsen: Provinzidyllen (1993).